# Jogos Sul-Asiáticos de 2025
Os Jogos do Sul da Ásia de 2025, oficialmente os XIV Jogos do Sul da Ásia, serão um grande evento multiesportivo que será realizado no Paquistão, e terá Lahore, capital da província de Punjab, como principal cidade-sede. As cidades de Faisalabad, Gujranwala, Islamabad e Sialkot darão apoio para Lahore sediar alguns esportes. Os Jogos estavam programados para março de 2023, mas posteriormente adiados para março de 2024 pelos membros do SAOC na conferência do Conselho Olímpico da Ásia (OCA) em Phnom Penh, Camboja. Isto marcará a terceira vez que o Paquistão acolhe os Jogos do Sul da Ásia desde 1989 e 2004, e a primeira vez que o Paquistão acolhe o evento fora de Islamabad .

## Seleção de anfitrião
Em 2019, o Ministério dos Esportes do Sri Lanka anunciou que o Sri Lanka havia licitado em parceria com as Maldivas . No entanto, o Paquistão foi anunciado como anfitrião pelo Conselho Olímpico do Sul da Ásia em dezembro de 2019. No dia 10 de dezembro, o presidente do POA, Arif Hassan, recebeu a bandeira dos jogos.

## Desenvolvimento e preparação

### Locais e infraestrutura
Foi relatado que o governo do Paquistão destinou cerca de 2 bilhões de rupias para infraestrutura. Em julho de 2020, foi anunciado que o governo federal havia previsto mais de Rs 3,5 bilhões para os Jogos do Sul da Ásia.
A Associação Olímpica do Paquistão (POA) pretende sediar estes Jogos em Lahore, ao mesmo tempo que realiza desportos seleccionados noutras cidades que são centros de cada um no país. Gujranwala está sendo considerado para competições de levantamento de peso e luta livre, enquanto Sialkot e Narowal para voleibol . Faisalabad está sendo considerado para o handebol e, junto com ele, Gojra está sendo considerado para o hóquei em campo . Kasur também pode ser um dos locais. Também foi relatado que o POA pretende organizar a competição de futebol em Karachi, Sindh . Em maio de 2020, Mardan, Khyber Pakhtunkhwa, expressou sediar eventos em um ginásio, apesar de não ser uma cidade-sede. Syed Aqil Shah, presidente da Associação Olímpica Khyber Pakhtunkhwa solicitou que o POA incluísse Peshawar como uma das cidades-sede dos Jogos.
“Colocaremos atletas nesses esportes nessas cidades que ficam a cerca de duas horas de distância de Lahore”, acrescentou Hasan, vice-presidente do Conselho Olímpico da Ásia. O Paquistão já sediou os Jogos do Sul da Ásia duas vezes antes – em 2004 e 1989, ambos vezes em Islamabad . “Estamos ansiosos para sediar os Jogos do Sul da Ásia novamente. É a nossa vez e esperamos que todos os países, incluindo a Índia, garantam que a segurança seja alta e convidaremos a Índia. muito confiante de que a Índia aceitará o nosso convite".
Em 11 de janeiro de 2021, o primeiro-ministro Imran Khan deu sinal verde à Associação Olímpica do Paquistão (POA) e ao Ministério Federal do Esporte para sediar os Jogos. Em 15 de janeiro de 2021, o presidente da POA , Syed Arif Hasan, disse ainda que as instalações estavam quase finalizadas e na próxima reunião com o ministro federal dos esportes, em 18 de janeiro, em Islamabad, várias outras decisões importantes seriam tomadas em relação à realização dos Jogos.
Em 12 de julho de 2021, foi confirmado que determinados esportes serão realizados em outras cidades, incluindo Faisalabad, Gujranwala, Islamabad e Sialkot. Em 11 de fevereiro de 2022, foi anunciado que o governo desejava que a cerimônia de abertura e o encerramento em Islamabad e Lahore, respectivamente, e que as competições de futebol fossem realizadas em Lahore. Em 13 de fevereiro de 2022, o governo anunciou planos para realizar o evento até março de 2023 em Lahore, Faisalabad e Islamabad.

## Os jogos

### Nações participantes
Espera-se que oito países concorram.
<div class="div-col columns column-count column-count-* BAN Bangladesh
- BHU Butão
- IND Índia
- MDV Maldivas
- NEP Nepal
- PAK Paquistão (Host)
- SRI Sri Lanka" style="-moz-column-count: * BAN Bangladesh
- BHU Butão
- IND Índia
- MDV Maldivas
- NEP Nepal
- PAK Paquistão (Host)
- SRI Sri Lanka; -webkit-column-count: * BAN Bangladesh
- BHU Butão
- IND Índia
- MDV Maldivas
- NEP Nepal
- PAK Paquistão (Host)
- SRI Sri Lanka; column-count: * BAN Bangladesh
- BHU Butão
- IND Índia
- MDV Maldivas
- NEP Nepal
- PAK Paquistão (Host)
- SRI Sri Lanka;  ">
- BAN Bangladesh
- BHU Butão
- IND Índia
- MDV Maldivas
- NEP Nepal
- PAK Paquistão (Host)
- SRI Sri Lanka

## Locais
A definir